# Tabernaemontana retusa
Tabernaemontana retusa là một loài thực vật có hoa trong họ La bố ma. Loài này được (Lam.) Pichon miêu tả khoa học đầu tiên năm 1948.